# 眼點短吻獅子魚
眼點短吻獅子魚，為輻鰭魚綱鮋形目杜父魚亞目獅子魚科的其中一種，分布於西南大西洋Burdwood Bank海域，棲息深度273-300公尺，為深海底棲性魚類，體長可達4.7公分，屬肉食性，生活習性不明。

## 擴展閱讀
維基物種上的相關：眼點短吻獅子魚